# Brandkogel (Ötztaler Alpen)
De Brandkogel is een 2676 meter hoge berg in de Ötztaler Alpen in het Oostenrijkse Tirol.
De berg ligt in de Kaunergrat ten noorden van de Rifflsee en ten westen van Tieflehn (gemeente St. Leonhard) in het Pitztal. De top van de Brandkogel is gelegen ten oosten van de Zuragkogel (2895 meter). Over de oostflank van de berg voert de Cottbuser Höhenweg naar de Kaunergrathütte (2817 meter).
De beklimming van de eerste bedwingers van de Brandkogel voerde in 1898 vanuit Plangeross naar de top. De meest gangbare route loopt thans vanaf de Rifflsee over de Cottbuser Höhenweg naar de oostflank van de berg, tot een gemarkeerde klimweg naar de top van de Brandkogel afbuigt. Deze weg voert over diverse rotspartijen (UIAA-I) omhoog, waarna de brede westgraat het laatste deel van de tocht vormt tot de top.